# Hümmlinger Kreisbahn T1
Der Hümmlinger Kreisbahn T1 war ein vierachsiger Schmalspurtriebwagen, der von der Dessauer Waggonfabrik für die Hümmlinger Kreisbahn gebaut wurde. Nach der Umspurung dieser Eisenbahnstrecke wurde der Triebwagen bei der Kreisbahn Osterode-Kreiensen bis zu deren Betriebseinstellung 1967 als T3 verwendet. Danach wurde der Wagen abgestellt und verschrottet.

## Geschichte
Dieser Triebwagen wurde 1934 nach einem Entwurf der Bahnverwaltung an die Hümmlinger Kreisbahn geliefert. Die originale Zeichnung des Fahrzeuges ist erhalten. Die Unterlagen des Herstellers aus dem Dessauer Archiv gelten als Kriegsverlust. Der Triebwagen war zur Beförderung von 50 Personen vorgesehen und hatte eine Höchstgeschwindigkeit von 60 km/h. Auf Grund des leichten Oberbaues wurde nur eine Geschwindigkeit von 40 km/h genehmigt. Oftmals war der Triebwagen alleine unterwegs, zur Beförderung von zusätzlichem Wagen war er mit einer herkömmlichen Kupplung für Schmalspurbahnen und Luftleitungen ausgerüstet.
Den Krieg überstand der Triebwagen schadlos. Der Mittelscheinwerfer an den Stirnseiten wurde später auf ein Dreilicht-Spitzensignal umgerüstet. Zudem erhielt der Triebwagen nach 1945 einen Dachgepäckträger mit seitlichem Aufstieg. Nach einer Verstärkung des Oberbaus der Strecke konnte der Triebwagen mit 55 km/h Höchstgeschwindigkeit verkehren. Bis zum Ende des Schmalspurbetriebes führte er den Personenzugdienst durch.

### KOK T3
Als die Hümmlinger Kreisbahn 1957 auf Normalspur umgespurt wurde, erwarb die Kreisbahn Osterode-Kreiensen (KOK) das Fahrzeug als ihren dritten Triebwagen und reihte ihn als T3 ein. Hier wurden die Dachlüfter entfernt und der Triebwagen mit Lüftern in den Seitenwänden ausgestattet. Bis Ende der 1950er Jahre führte der Triebwagen den Personenzugdienst und fast ausschließlich den Güterzugdienst durch. Mit dem Niedergang der Schmalspurbahn wurde der modernere T1 bevorzugt verwendet und der T3 vernachlässigt. 1968 wurde der T3 verschrottet.

## Konstruktive Beschreibung
Der durch seinen mittigen Scheinwerfer einer Straßenbahn ähnliche Triebwagen besaß ein seit zehn Jahren mit den DWK-Triebwagen bewährtes Antriebskonzept. Der Hümmlinger Kreisbahn T1 hatte eine verjüngte Stirnfront und zu beiden Seiten Drehtüren als Einstiege. Das Dach war gerade ausgeführt. Das Fahrgastabteil hatte i der Mitte drei Sitzgruppen mit Quersitzen in der Teilung 2+1 und an den Wagenenden zu den Führerräumen hin ohne jegliche Trennwände Längssitze mit drei Plätzen. Die mittleren Fenster des Fahrgastraumes und die Fenster der Einstiegstüren waren herablassbar. Alle anderen Fenster waren mit Festverglasung ausgeführt. In der Mitte des Führerstandes, der eine große Frontscheibe besaß, war der Arbeitsplatz des Triebwagenführers.
Die ursprüngliche Maschinenanlage war ein Deutz-Dieselmotor F6M 313 mit einer Leistung von 75 PS. Nachgeschaltet war ein Mylius-Getriebe. Dieses trieb über Kardanwellen die jeweils inneren Achsen der Drehgestelle an. Bei der KOK erhielt der Triebwagen einen Dieselmotor AGL 514 von Klöckner-Humboldt-Deutz mit einer Leistung von 110 PS. Die Primärfederung wurde mit Blattfedern ausgeführt.
Ursprünglich besaß der Triebwagen zwei Kühler auf dem Dach. Als Heizung ist auf der Skizze ein Koksofen zu erkennen.